# Larry Miller (homme politique)
Pour les articles homonymes, voir Larry Miller et Miller.
Larry Miller (né le 21 juillet 1956 à Wiarton, Ontario) est un homme politique canadien

## Biographie
Il est actuellement député à la Chambre des communes du Canada, représentant la circonscription ontarienne de Bruce—Grey—Owen Sound sous la bannière du Parti conservateur du Canada.
Miller a été élu pour la première fois en 2004, défaisant le député libéral Ovid Jackson qui avait représenté la circonscription depuis 1993 par près de 5000 voix. Il a été réélu en 2006.

## Les armes à feu
Le registre des armes à feu est une politique "nazie", selon Larry Miller.
Le 7 février 2012, il a déclaré lors d'une intervention à la chambre des communes que l'ex-ministre libéral de la justice Allan Rock avait déclaré au commune qu'il « était arrivé à Ottawa avec la conviction que les seules personnes au Canada qui ont le droit d'avoir des armes à feu sont les policiers et les militaires ». M. Miller a demandé par la suite « Cela vous rappelle quelque chose ? » et de se répondre à lui-même « Adolf Hitler, 1939 ».